# Пекарский порошок

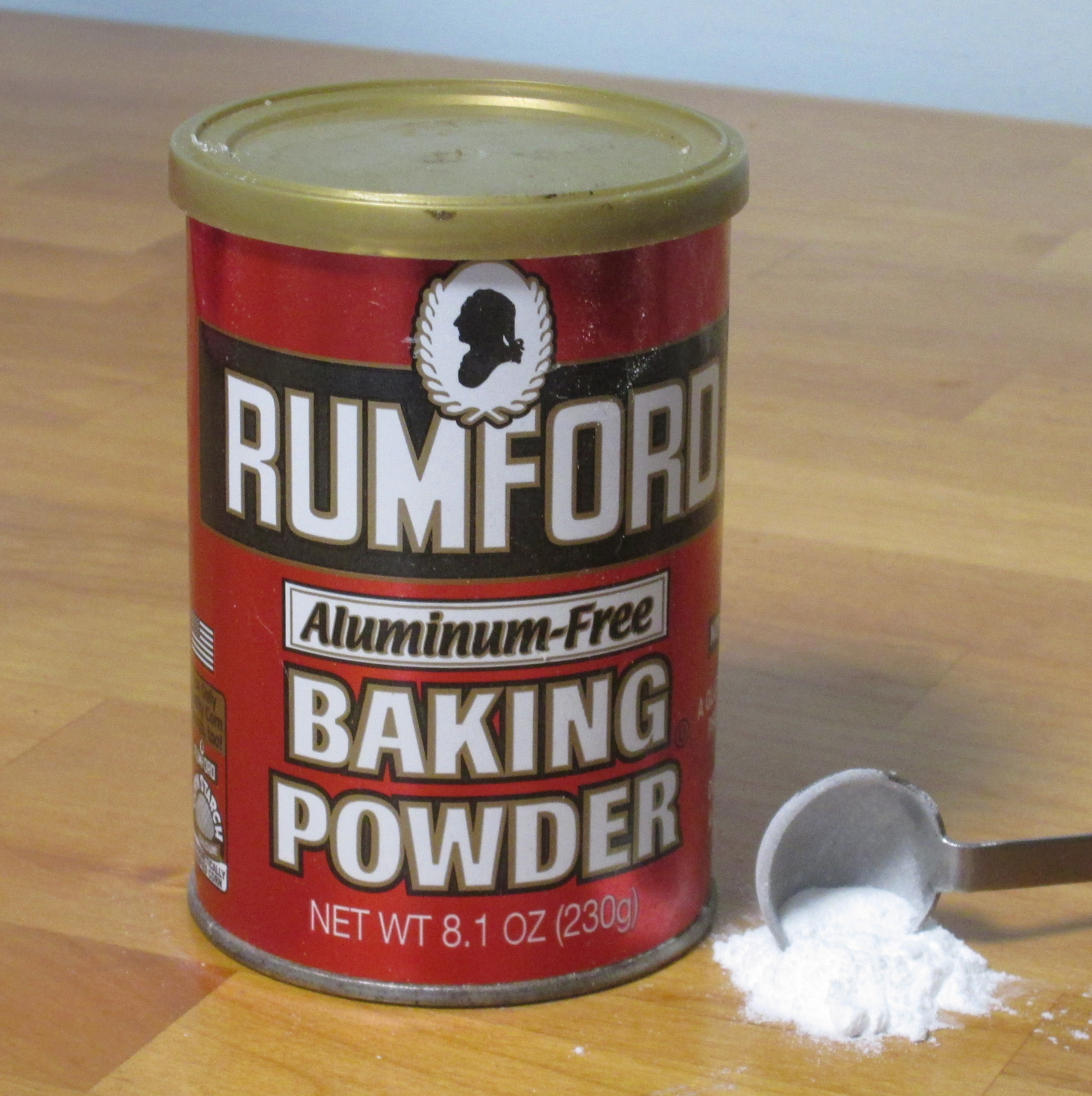
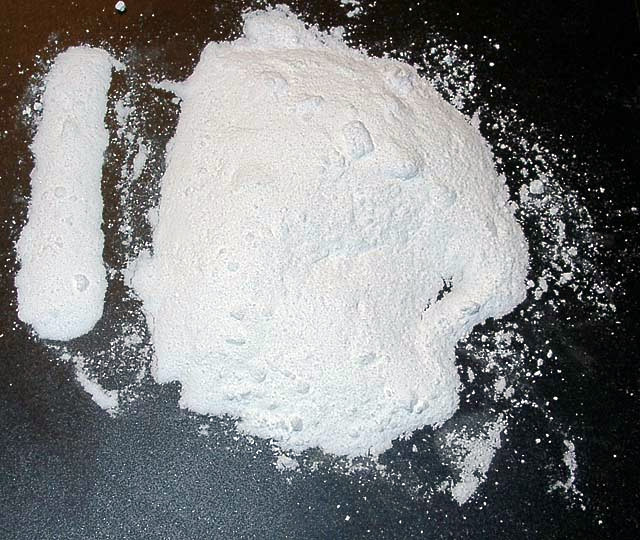

Пекарский порошок — химический разрыхлитель теста.

## История
Пекарский порошок как ингредиент хлебопечения был разработан в начале XX века. Подобную смесь продавали в XIX веке компания DeLand & Co’s (1843), изобретатель Альфред Бёрд и американский студент Эбен Хорсфорд. Первый коммерчески успешный патент на пекарский порошок получил в 1903 году немецкий аптекарь Август Откер, основатель всемирно известной компании Dr. Oetker. Пекарский порошок получил наибольшее распространение среди пекарей и кондитеров Европы и Северной Америки. Пекарский порошок входит в состав рецептов многих кондитерских изделий и изделий из бездрожжевого теста, в основном — продуктов для быстрого приготовления.

## Свойства
Представляет собой сухую смесь пищевых добавок — основных и кислых солей — с добавлением наполнителя.
Действие порошка основано на химической реакции, сопровождающейся выделением углекислого газа, который, образуя пузырьки, равномерно «поднимает» тесто, придавая изделиям рыхлость и пышность без привкуса соды (при условии правильного дозирования).
Пекарский порошок с разным составом ингредиентов выпускается многими производителями пищевых добавок и продается в готовом виде.
Иногда пекарский порошок готовят в домашних условиях.

## Состав
- одна треть пищевой соды (E500ii)
- одна треть лимонной кислоты (E330)
- одна треть муки, крахмала, сахарной пудры (или их смесь)

Классический состав:
- 125 г пищевой соды (E500ii)
- 250 г кремортартара (E336)
- 20 г углекислого аммония (E503i)
- 25 г рисовой муки

Многие производители экспериментируют с составом и количеством ингредиентов (важно, чтобы они оставались сухими).
Для предохранения от преждевременной реакции компонентов при хранении их не смешивают, а насыпают в банку или другую ёмкость слоями, так, чтобы слой наполнителя разделял слои реагентов (например, соды и лимонной кислоты). Перед использованием слои смешивают, чтобы компоненты попали в тесто в правильных пропорциях.

## Применение и хранение
При приготовлении теста пекарский порошок смешивают с сухой мукой, предназначенной для выпечки (если растворить порошок в воде, произойдёт реакция и углекислый газ выделится раньше, чем смесь попадет в тесто).
Пекарский порошок — как приготовленный, так и оставшийся неиспользованным после вскрытия заводской упаковки — хранится в герметичной стеклянной или фарфоровой посуде в защищенном от света месте.